# ۶۷ پی/چوریوموف-گراسیمنکو
دنباله دار چوریوموف-گراسیمنکو, به‌طور رسمی ۶۷ پی/چوریوموف-گراسیمنکو, یک دنباله‌دار با یک جریان تناوب مداری از ۶٫۴۵ سال و یک دوره چرخش حدود ۱۲٫۷ ساعت است.
این ستارهٔ دنباله‌دار اختصاراً به دنباله‌دار «چوری» شهرت دارد.
در ۶ اوت ۲۰۱۴، فضاپیما روزتا که توسط کشورهای اروپایی ساخته و به فضا پرتاب شده‌است، پس از ده سال و پنج ماه و چهار روز به ۶۷ پی/چوریوموف-گراسیمنکو رسید. کاوشگر فیله ساعت ۹:۳۵ دقیقه روز چهارشنبه ۱۲ نوامبر به وقت اروپای مرکزی برای فرود بر سطح ستارهٔ دنباله‌دار از حامل خود فضاپیمای رزتا در فضا رها شد، و پس از هفت ساعت کاهش ارتفاع سرانجام بر روی دنباله‌دار ۶۷پی فرود آمد. فرودش بر دنباله‌دار در حدود ساعت ۱۶:۰۵ گرینویچ تأیید شد. فیله موفق شد به مدت ۶۰ ساعت بر روی این جرم فضایی به پژوهش و نمونه‌برداری و ارسال داده بپردازد تا این‌که شارژ باتری آن تمام شد. فرود فیله بر روی جرم فضایی با مشکلاتی روبه‌رو شد به‌طوری‌که چنگک‌های اتصال آن به سطح دنباله‌دار عمل نکرده و باعث شدند که این کاوشگر دو بار از جای خود کنده شده و در یک شکاف فرود بیاید که این امر باعث نرسیدن آفتاب کافی به صفحات باتری خورشیدی آن شد.
عمر چوری ۴ میلیارد سال برآورد می‌شود. فاصله‌اش با زمین در زمان فرود کاوشگر، قریب ۵۰۰ میلیون کیلومتر بوده‌است؛ از این رو حدود نیم ساعت زمان می‌برد تا امواج رادیویی، طول این مسیر را طی کند. این ستارهٔ دنباله‌دار به زودی داغ خواهد شد و مقادیر عظیمی گاز و غبار از خود بیرون خواهد ریخت.
آندرا آکاماتزو می‌گوید: «ستارهٔ دنباله‌دار به خورشید نزدیک می‌شود و به خوبی می‌دانیم که فعال خواهد شد. زمانی خواهد رسید که دیگر نمی‌توانیم در مدار ستارهٔ دنباله‌دار بمانیم. دقیقاً نمی‌دانیم این زمان کِی است، شاید ژانویهٔ سال آینده، شاید فوریه، شاید مارس، هنوز نمی‌دانیم.»
ماریو سالاتی در این‌باره می‌گوید: «کاوشگر فیله در رأس ستارهٔ دنباله‌دار قرار دارد و همان‌جا هم خواهد ماند. البته دنباله‌دار به خورشید نزدیک می‌شود و شاید باتری ثانویهٔ فیله پر شود و کاوشگر دوباره به کار بیفتد»

## اطلاعات ارسالی فیله از دنباله دار چوریوموف-گراسیمنکو

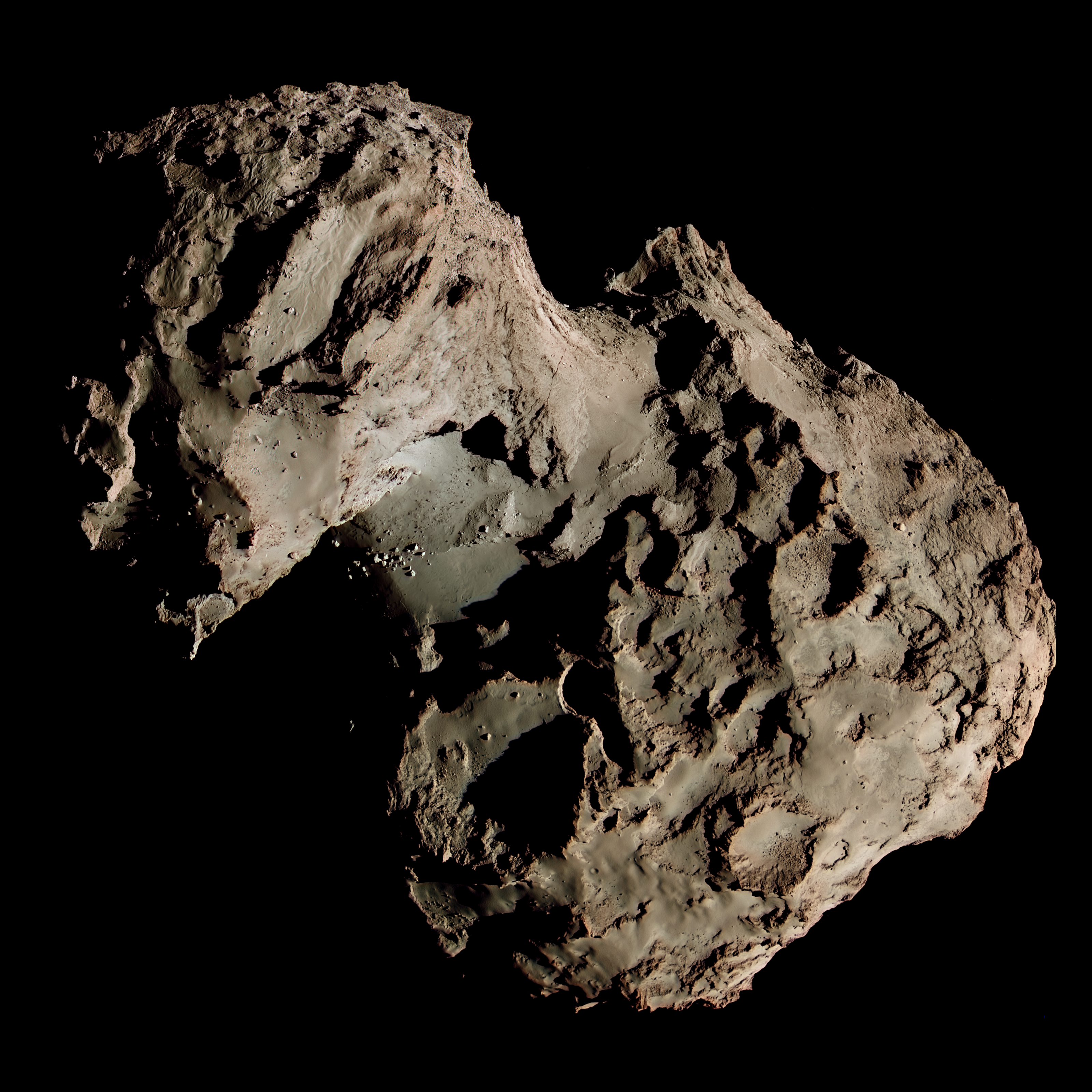
تصویر رنگی از دنباله دار چوریوموف_گراسیمنکو/67پی

دانشمندان می‌گویند کاوشگر فیله که بر روی دنباله‌دار ۶۷پی فرود آمد، به وسیلهٔ دستگاه تجزیه و تحلیل گاز که بر روی آزمایشگاه این کاوشگر نصب شده موفق شده با «بو کشیدن» جوّ این دنباله‌دار «نخستین مولکول‌های آلی» (ارگانیک) را کشف و شناسایی کند. تحلیل‌های انجام‌شده توسط «فیله» بر روی این ستاره دنباله‌دار هم‌چنین مشخص کرده‌است که جنس سطح آن بسیار سخت‌تر از آن است که فکر می‌شد. این تحلیل‌ها هم‌چنین به این نتیجه رسیده‌اند که سطح دنباله‌دار ۶۷پی عمدتاً از یخ و آب تشکیل شده که لایه‌ای نازک از گرد و غبار آن را پوشانده‌است.
مواد آلی حاوی کربن، سنگ بنای حیات بر روی زمین را تشکیل می‌دهند و بررسی این مولکول‌های کشف‌شده بر روی دنباله‌دار ۶۷پی می‌تواند ابعاد جدیدی را در مورد تاریخچه منشأ زیست بر روی زمین به روی ما بگشاید. شماری از اخترفیزیکدانان نظریه‌ای را دنبال می‌کنند مبنی بر این‌که در زمان شکل‌گیری کره زمین، «دانه‌های حیات» به همراه ستاره‌های دنباله‌دار از فضاهای دوردست به زمین رسیده و باعث ایجاد حیات بر روی زمین شده‌است. این دانشمندان امید دارند که تجزیه و تحلیل سطح دنباله‌دار ۶۷پی به اثبات این نظریه آنان بینجامد.

### بذر حیات
کاوشگر روزتا اسید آمینه گلایسین و نیز عنصر فسفر را در هاله غبار اطراف دنباله‌دار ۶۷پی/چوریوموف-گراسیمنکو یافته‌است. پیدا شدن گلایسین و فسفر این نظر را تقویت می‌کند که دنباله‌دارها مولکول‌های اصلی پیش‌نیاز حیات را به منظومه شمسی و به ویژه کره زمین منتقل کرده‌اند؛ و «بذر» حیات را اجرام فضایی در کره زمین کاشته‌اند.